# Eugène d’Hellemmes
Eugène d’Hellemmes (* um 1910; † nach 1958) war ein französischer Jazzmusiker (Kontrabass, Posaune).

## Leben und Wirken
D’Hellemmes spielte 1934 Posaune in André Ekyans Orchester, dem auch Alix Combelle, Stéphane Grappelli und Django Reinhardt angehörten. Ende 1934 arbeitete er bei Wal-Berg et son Jazz Français; im März 1935 bei Freddy Taylor and His Swing Men from Harlem. Um diese Zeit spielte er im Orchester von Michel Warlop mit dem in Paris weilenden Coleman Hawkins; bei der Aufnahmesession mit dem amerikanischen Saxophonisten („Avalon“) waren auch Grappelli und Reinhardt beteiligt.
Ende Juni 1935 wirkte er – diesmal als Bassist – bei einer Studiosession des Quintette du Hot Club de France mit („Avalon“/„Smoke Rings“, u. a. auch mit Arthur Briggs, Alphonse Cox, Pierre Allier und Baro Ferret). 1936 spielte er im John Ellsworth Orchestra bei Aufnahmen mit Adelaide Hall („East of the Sun (and West of the Moon)“) Bass; außerdem im Bill Coleman Trio mit dem Pianisten Herman Chittison sowie in dessen Orchester, bei Pierre Allier, Philippe Brun und am 9. September 1937 wieder mit Reinhardt („St. Louis Blues“). Ab 1938 arbeitete d’Hellemmes als Posaunist bei Willie Lewis and His Entertainers, Fred Adison, Alix Combelle.
Mit dem Orchester von Ray Ventura migrierte er Ende 1941 nach Lateinamerika. Dort entstanden 1942 in Montevideo mit Booker Pittman bei einer Jamsession mit Musikern des Ventura Orchestras Aufnahmen. In Buenos Aires spielte er 1943 bei Pierre Alliers Swing Bakers (The Rhythmakers of Buenos Aires). Auch ist er auf Einspielungen von Henri Salvador aus dieser Zeit zu hören. Weitere Aufnahmen mit der Band von Ventura finden sich auf dem Album L’Aventure Sud Americaine 1942 - 1944. 1945 entstanden Aufnahmen mit seiner eigenen Formation D’Hellemmes Stompers. D’Hellemmes blieb, anders als die meisten Musiker des Orchesters von Ventura in Südamerika und legte 1957 mit Requebrando ein Album mit brasilianischen Hits in Instrumentalversion vor. 1958 entstand noch ein weiteres Samba-Album Na Gafieira e assim, das den Posaunisten Eugène D’Hellemmes mit den Vokalisten Mara Silva, Paul Moreno und Caco Velho sowie ein Tanzorchester in Arrangements von Waldemiro Lemke präsentierte. Tom Lord listet zwischen 1934 und 1945 26 Aufnahmesessions.

## Diskographische Hinweise
- Requebrando Polydor LPN 2022
- Na Gafieira e assim RGE XRLP 5009 (1958)